# Cuartel de la Victoria
El cuartel de la Victoria fue un edificio de la ciudad española de Zaragoza, ya desaparecido.

## Descripción
El edificio, que estaba situado en la ciudad española de Zaragoza, estuvo dedicado primero a usos religiosos, pero luego se convirtió en cuartel de artillería, infantería y caballería. Aparece descrito en la Guía de Zaragoza (1860) de Vicente Andrés con las siguientes palabras:

Cuartel de la Vicotria.—Está situado en la plaza y edificio que fué convento del mismo nombre; fué destinado al poco tiempo de suprimirse las órdenes religiosas para cuartel de artillería montada, sirviendo tambien para infantería y caballería, tanto por su capacidad como por el sitio que ocupa inmediato á los demas cuarteles.
(Andrés, 1860, p. 235)